# Isla Arabi
Isla Arabi (en árabe: جزيرة العربی, Jaziratal Arabi) es una de las islas de Arabia Saudita cerca de la isla Farsi en el Golfo Pérsico.
Junto con la isla de Farsi, Arabi fue una vez objeto de una disputa territorial entre Irán y Arabia Saudita, pero los dos países llegaron a un acuerdo en la década de 1960, en la que Irán reconoció la soberanía de Arabia Saudita sobre la isla de Arabi.